# Balyk

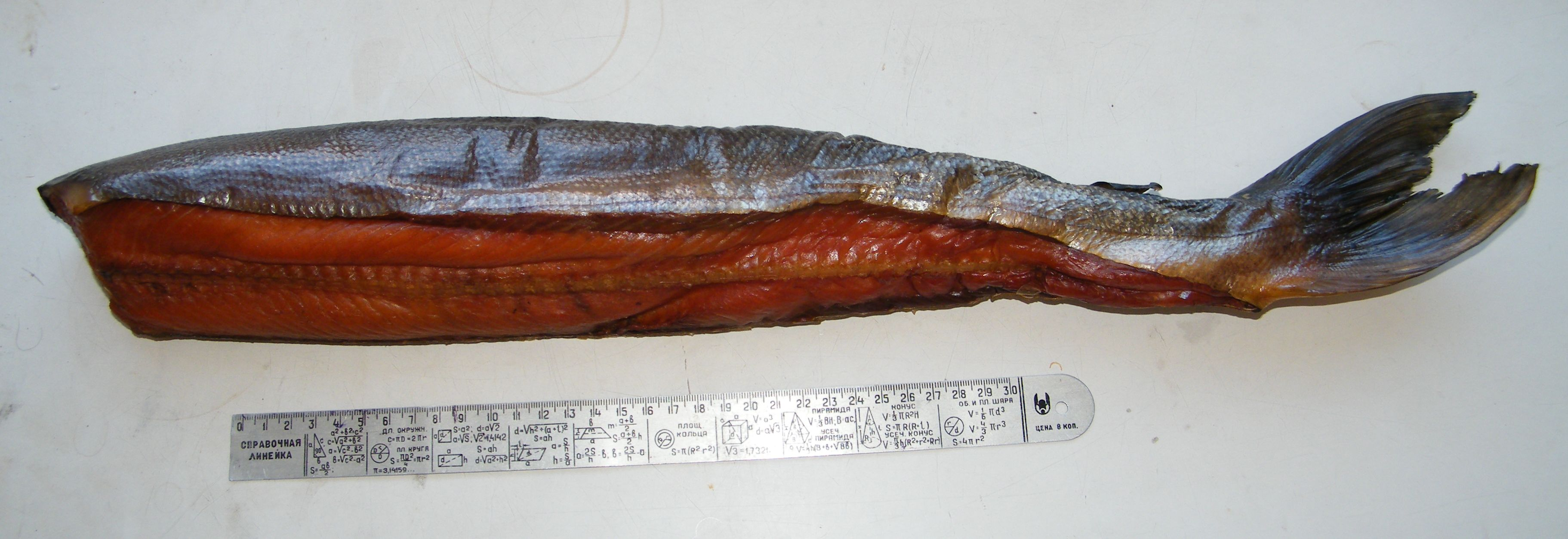
"Balyk" es un término que se utiliza en la cocina de Asia Central y del Cáucaso para referirse al pescado, especialmente cuando se trata de pescado seco o salado. Es una parte importante de la dieta en muchas regiones donde el acceso a carne fresca puede ser limitado. El balyk se prepara a menudo secando el pescado al sol o ahumándolo para conservarlo. Se puede comer solo como aperitivo o se puede agregar a platos como ensaladas, sopas o guisos para dar sabor y nutrición.

Balyk (en ruso: балык) es un plato compuesto de partes de muchas variedades de pescado, salados y secos (salmón, esturión, etc.). Esta palabra proviene de las lenguas túrquicas y significa "pescado". 
Con el tiempo se fue aplicando al pescado ahumado de toda clase. Como curiosidad, cabe destacar que recientemente se han puesto a la venta numerosos tipos de carne ahumada con la denominación "balyk" en Rusia.
Tradicionalmente, el esturión balyk se ha considerado el mejor y más tierno, apreciado por los gourmets.